# Style (Get Glory in This Hand)
STYLE 〜get glory in this hand〜 è un singolo degli High and Mighty Color, primo estratto dall'album Gō on Progressive.

## Il disco
È stato pubblicato il 9 novembre 2005, meno di due mesi dopo il loro primo album, G∞VER. È il singolo di lancio del secondo album, Gō on Progressive.
La title track venne successivamente inserita nella compilation 10 Color Singles, e il b-side energy in BEEEEEEST.

## Lista tracce
Testi e musiche degli High and Mighty Color.
1. STYLE 〜get glory in this hand〜 – 4:14
2. energy – 5:15

## Formazione
- Mākii – voce
- Yūsuke – seconda voce
- Kazuto – chitarra solista
- MEG – chitarra ritmica
- Mai Hoshimura – tastiere
- Mackaz – basso
- SASSY – batteria